# Liste der Bodendenkmäler in Porta Westfalica
Die Liste der Bodendenkmäler in Porta Westfalica enthält die denkmalgeschützten unterirdischen baulichen Anlagen, Reste oberirdischer baulicher Anlagen, Zeugnisse tierischen und pflanzlichen Lebens und paläontologischen Reste auf dem Gebiet der ostwestfälischen Stadt Porta Westfalica im Kreis Minden-Lübbecke in Nordrhein-Westfalen (Stand: Juni 1976). Diese Bodendenkmäler sind in Teil B der Denkmalliste der Stadt Porta Westfalica eingetragen; Grundlage für die Aufnahme ist das Denkmalschutzgesetz Nordrhein-Westfalen (DSchG NRW).
| Bild                                                | Bezeichnung                                         | Lage                                      | Beschreibung | Bauzeit | Eingetragen seit | Denkmal- nummer |
| --------------------------------------------------- | --------------------------------------------------- | ----------------------------------------- | ------------ | ------- | ---------------- | --------------- |
| weitere Bilder                                      | Ringwall Wittekindsburg                             | Barkhausen Karte                          |              |         |                  |                 |
| weitere Bilder                                      | Ringwall Nammer Lager                               | Nammen am Nordhang des Roten Brinks Karte |              |         |                  |                 |
| Kleiner Ringwall Schloßberg Holtrup                 | Kleiner Ringwall Schloßberg Holtrup                 | Holtrup Karte                             |              |         |                  |                 |
| sogenannte Römerinsel (mittelalterlicher Turmhügel) | sogenannte Römerinsel (mittelalterlicher Turmhügel) | Holtrup Karte                             |              |         |                  |                 |